# Polydactylus nigripinnis
Polydactylus nigripinnis és una espècie de peix pertanyent a la família dels polinèmids.

## Descripció
- Pot arribar a fer 20 cm de llargària màxima.
- Cos de color platejat daurat.
- Els radis de l'aleta pectoral són negrosos i no ramificats.
- L'extrem del filament superior arriba, si fa no fa, al nivell de l'extrem posterior de la part superior de l'aleta pectoral.[5][6][7]

## Hàbitat
És un peix d'aigua marina i salabrosa, demersal i de clima tropical (6°S-17°S, 127°E-147°E), el qual habita les aigües costaneres de fons sorrencs o fangosos.

## Distribució geogràfica
Es troba al Pacífic occidental: Papua Nova Guinea, Austràlia i el mar d'Arafura.

## Observacions
És inofensiu per als humans.